# Spanbaum

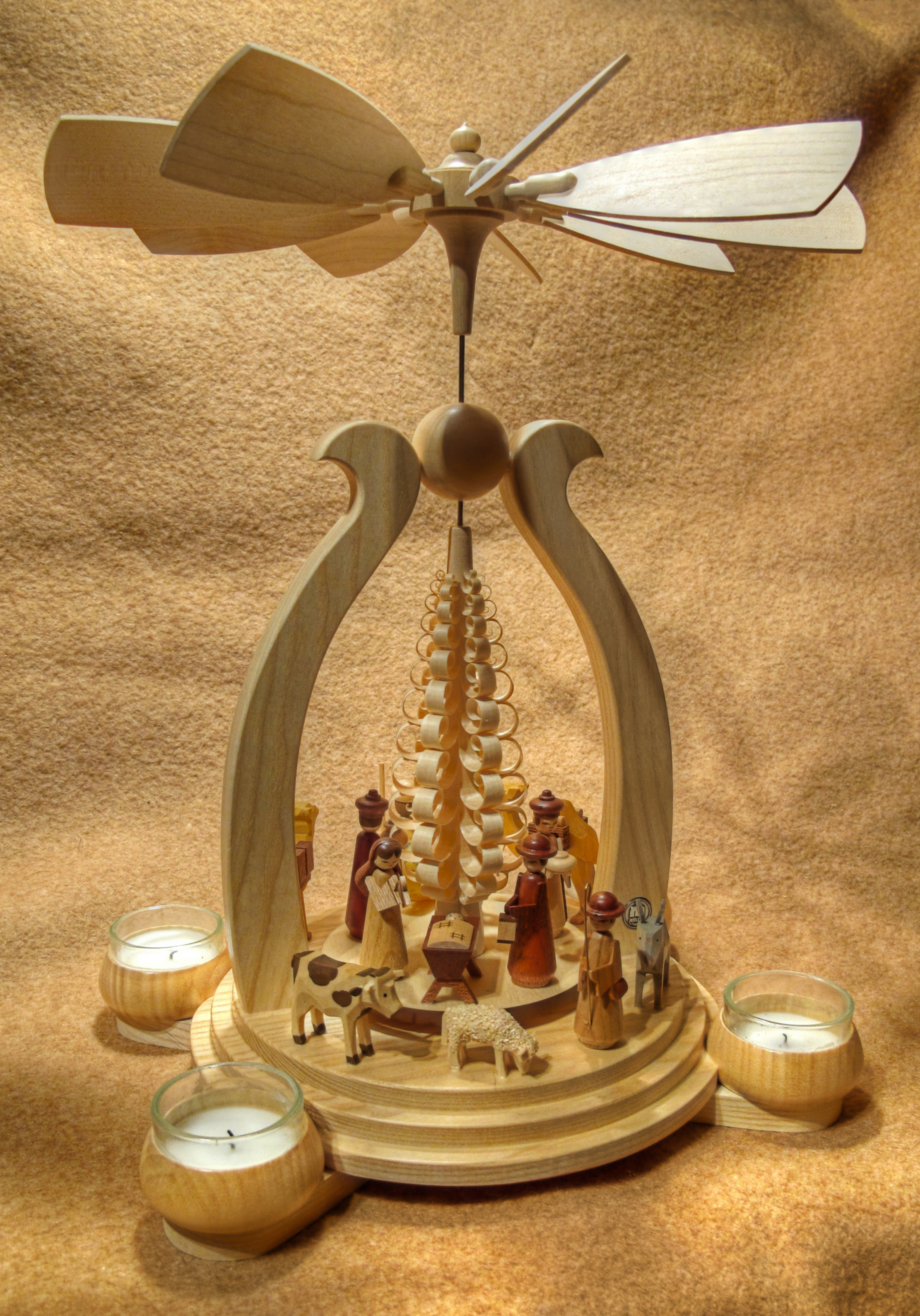
Spanbaum als Mittelsäule einer Pyramide

Ein Spanbaum ist ein kunsthandwerklicher Ziergegenstand, der Bestandteil u. a. des Pyramidenschmucks ist. Er wird vorwiegend in Drechselwerkstätten im Erzgebirge hergestellt. Die Produktionsmethode heißt Spanbaumstechen.

## Material
Die Auswahl des Materials ist besonders wichtig. Nur  geradlinig gewachsenes Lindenholz ist geeignet.

## Herstellung
Zunächst wird ein konischer Rohling des Baums und eine schmale Scheibe, aus der der Fuß hergestellt wird, gedrechselt. Der konische Rohling wird in einen Schraubstock eingespannt und Span für Span wird ringsum mit dem Stecheisen gleichmäßig abgehoben.

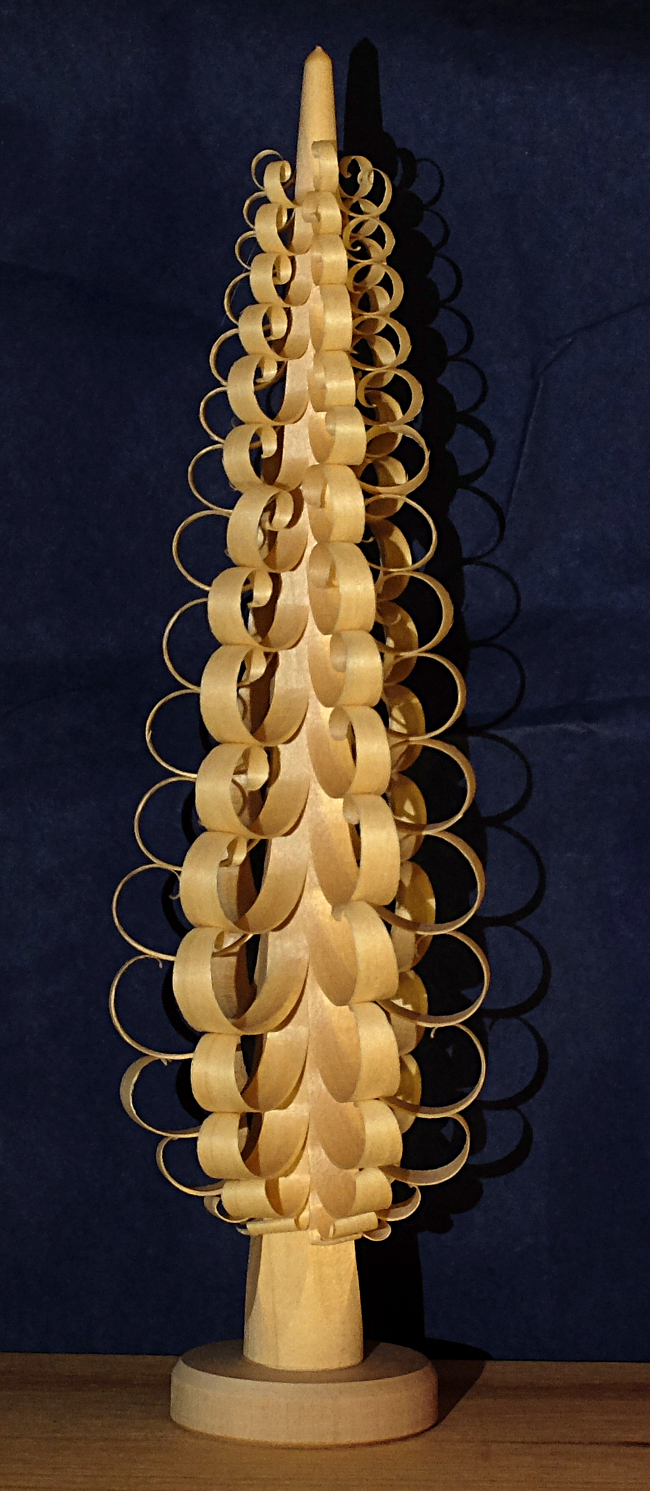
Spanbaum
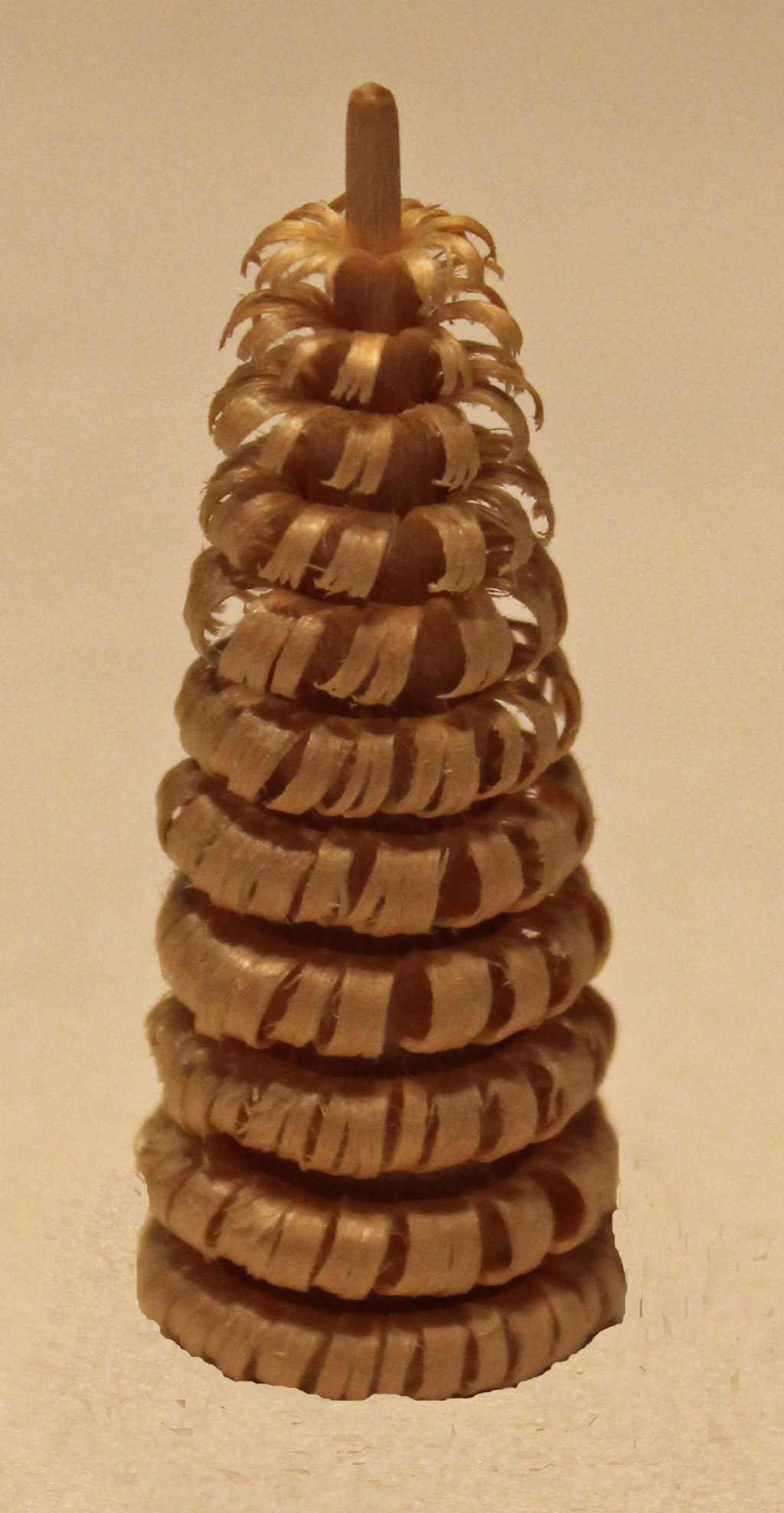
Kräuselbaum, eine Unterform des Spanbaums